# Takuma Asano
Takuma Asano (浅野 拓磨, Asano Takuma, Komono, 10 november 1994) is een Japans voetballer die doorgaans speelt als spits. In juli 2024 verruilde hij VfL Bochum voor RCD Mallorca. Asano maakte in 2015 zijn debuut in het Japans voetbalelftal.

## Clubcarrière
Asano speelde voor het voetbalteam van zijn school tot hij terechtkwam bij Sanfrecce Hiroshima. Voor die club debuteerde hij op 14 september 2013 in het betaald voetbal, toen met 2–0 verloren werd op bezoek bij Kawasaki Frontale. Tijdens deze wedstrijd begon de vleugelspeler op de bank. Na 82 minuten mocht hij als invaller het veld betreden. Het bleef in 2013 bij deze ene competitiewedstrijd, maar het jaar erna speelde hij er tien meer. Asano werd in 2015 een vaste invaller bij Sanfrecce. Van de vierendertig wedstrijden die hij speelde, begon hij er twee in de basis en tweeëndertig als reserve. Tijdens deze jaargang tekende Asano ook voor zijn eerste doelpunt. Hij viel op 18 april 2015 bij een stand van 1–1 in tegen FC Tokyo, na doelpunten van Yoshinori Muto en Kosei Shibasaki. Asano tekende acht minuten voor tijd voor de beslissende 1–2.
Asano verruilde Sanfrecce Hiroshima in de zomer van 2016 voor Arsenal. Hij kreeg alleen geen werkvergunning om in de Engelse competitie te mogen spelen. Arsenal verhuurde hem in augustus 2016 daarom voor een seizoen aan VfB Stuttgart. Deze verhuurperiode werd later verlengd met één seizoen, tot medio 2018. Na zijn terugkeer bij Arsenal werd Asano direct opnieuw verhuurd, ditmaal aan Hannover 96. Na deze verhuurperiode nam Arsenal definitief afscheid van Asano en hij werd voor één miljoen euro verkocht aan Partizan, waar hij voor drie jaar tekende. In zijn eerste seizoen kwam de Japanner tot vier competitiedoelpunten en het jaar erna kwam hij tot achttien treffers in de Superliga. Nadat hij een periode geen salaris overgemaakt had gekregen, besloot Asano om zijn contract in te leveren bij Partizan.
Eind juni vond de Japanner weer een nieuwe werkgever. Hij tekende voor drie seizoenen bij het naar de Bundesliga gepromoveerde VfL Bochum. Hiermee keerde hij na drie jaar terug in Duitsland. Drie seizoenen lang wist Asano zich met Bochum te handhaven in de Bundesliga. In de jaargang 2023/24 viel de beslissing na het nemen van strafschoppen in de play-off met Fortuna Düsseldorf. Bochum won de penaltyreeks met 5–6, mede door een benutte strafschop van Asano. Na afloop van dit seizoen vertrok de Japanner transfervrij naar RCD Mallorca, waar hij voor twee jaar tekende.

## Clubstatistieken
| Seizoen | Club                | Competitie     | Competitie | Competitie | Beker | Beker | Internationaal | Internationaal | Nacompetitie | Nacompetitie | Totaal | Totaal |
| Seizoen | Club                | Competitie     | Wed.       | Dlp.       | Wed.  | Dlp.  | Wed.           | Dlp.           | Wed.         | Dlp.         | Wed.   | Dlp.   |
| ------- | ------------------- | -------------- | ---------- | ---------- | ----- | ----- | -------------- | -------------- | ------------ | ------------ | ------ | ------ |
| 2013    | Sanfrecce Hiroshima | J1 League      | 1          | 0          | 4     | 0     | 0              | 0              | —            | —            | 5      | 0      |
| 2014    | Sanfrecce Hiroshima | J1 League      | 11         | 0          | 3     | 1     | 6              | 0              | —            | —            | 20     | 1      |
| 2015    | Sanfrecce Hiroshima | J1 League      | 34         | 9          | 8     | 6     | 4              | 1              | —            | —            | 46     | 16     |
| 2016    | Sanfrecce Hiroshima | J1 League      | 14         | 4          | 1     | 1     | 4              | 3              | —            | —            | 19     | 8      |
| 2016/17 | Arsenal             | Premier League | —          | —          | —     | —     | —              | —              | —            | —            | 0      | 0      |
| 2016/17 | → VfB Stuttgart     | 2. Bundesliga  | 26         | 4          | 1     | 0     | —              | —              | —            | —            | 27     | 4      |
| 2017/18 | → VfB Stuttgart     | Bundesliga     | 15         | 1          | 3     | 0     | —              | —              | —            | —            | 18     | 1      |
| 2018/19 | → Hannover 96       | Bundesliga     | 13         | 0          | 2     | 1     | —              | —              | —            | —            | 15     | 1      |
| 2019/20 | Partizan            | Superliga      | 23         | 4          | 4     | 2     | 10             | 3              | —            | —            | 37     | 9      |
| 2020/21 | Partizan            | Superliga      | 33         | 18         | 4     | 3     | 3              | 0              | —            | —            | 40     | 21     |
| 2021/22 | VfL Bochum          | Bundesliga     | 27         | 3          | 4     | 0     | —              | —              | —            | —            | 31     | 3      |
| 2022/23 | VfL Bochum          | Bundesliga     | 25         | 3          | 2     | 1     | —              | —              | —            | —            | 27     | 4      |
| 2023/24 | VfL Bochum          | Bundesliga     | 29         | 6          | 1     | 1     | —              | —              | 2            | 0            | 32     | 7      |
| Totaal  | Totaal              | Totaal         | 253        | 53         | 37    | 16    | 27             | 7              | 2            | 0            | 319    | 76     |

Bijgewerkt op 22 juli 2024.

## Interlandcarrière
Asano maakte op 2 augustus 2015 zijn debuut in het Japans voetbalelftal, toen hij op het Oost-Aziatisch kampioenschap meespeelde tegen Noord-Korea. De Japanners verloren het duel met 2–1. Asano mocht van bondscoach Vahid Halilhodžić zes minuten voor het einde van de wedstrijd invallen voor Kensuke Nagai. Zijn eerste doelpunt volgde in zijn vierde interland, een oefeninterland tegen Bulgarije die met 7–2 werd gewonnen. Na een uur spelen mocht Asano het veld betreden als vervanger van Yu Kobayashi. Hij werd in de zevenentachtigste minuut in het zestienmetergebied naar de grond gehaald en benutte daarna zelf de door scheidsrechter Bartosz Frankowski gegeven strafschop, waarmee hij tekende voor het negende en laatste doelpunt in deze wedstrijd.
In november 2022 werd Asano door bondscoach Hajime Moriyasu opgenomen in de selectie van Japan voor het WK 2022. Tijdens dit WK werd Japan door Kroatië uitgeschakeld in de achtste finales nadat in de groepsfase gewonnen was van Duitsland en Spanje en verloren van Costa Rica. Asano kwam in alle vier duels in actie en maakte tegen Duitsland het winnende doelpunt.
| Interlands van Takuma Asano voor Japan | Interlands van Takuma Asano voor Japan | Interlands van Takuma Asano voor Japan | Interlands van Takuma Asano voor Japan | Interlands van Takuma Asano voor Japan | Interlands van Takuma Asano voor Japan |
| №                                      | Datum                                  | Wedstrijd                              | Uitslag                                | Competitie                             | Goals                                  |
| Als speler bij Sanfrecce Hiroshima     | Als speler bij Sanfrecce Hiroshima     | Als speler bij Sanfrecce Hiroshima     | Als speler bij Sanfrecce Hiroshima     | Als speler bij Sanfrecce Hiroshima     | Als speler bij Sanfrecce Hiroshima     |
| -------------------------------------- | -------------------------------------- | -------------------------------------- | -------------------------------------- | -------------------------------------- | -------------------------------------- |
| 1                                      | 2 augustus 2015                        | Noord-Korea – Japan                    | 2 – 1                                  | EAFF Cup 2015                          |                                        |
| 2                                      | 5 augustus 2015                        | Japan – Zuid-Korea                     | 1 – 1                                  | EAFF Cup 2015                          |                                        |
| 3                                      | 9 augustus 2015                        | China – Japan                          | 1 – 1                                  | EAFF Cup 2015                          |                                        |
| 4                                      | 3 juni 2016                            | Japan – Bulgarije                      | 7 – 2                                  | Vriendschappelijk                      | 87' (pen.)                             |
| 5                                      | 7 juni 2016                            | Japan – Bosnië en Herzegovina          | 1 – 2                                  | Vriendschappelijk                      |                                        |
| Als speler bij VfB Stuttgart           |                                        |                                        |                                        |                                        |                                        |
| 6                                      | 1 september 2016                       | Japan – Verenigde Arabische Emiraten   | 1 – 2                                  | WK 2018 kwalificatie                   |                                        |
| 7                                      | 6 september 2016                       | Thailand – Japan                       | 0 – 2                                  | WK 2018 kwalificatie                   | 75'                                    |
| 8                                      | 6 oktober 2016                         | Japan – Irak                           | 2 – 1                                  | WK 2018 kwalificatie                   |                                        |
| 9                                      | 11 oktober 2016                        | Australië – Japan                      | 1 – 1                                  | WK 2018 kwalificatie                   |                                        |
| 10                                     | 11 november 2016                       | Japan – Oman                           | 4 – 0                                  | Vriendschappelijk                      |                                        |
| 11                                     | 7 juni 2017                            | Japan – Syrië                          | 1 – 1                                  | Vriendschappelijk                      |                                        |
| 12                                     | 31 augustus 2017                       | Japan – Australië                      | 2 – 0                                  | WK 2018 kwalificatie                   | 41'                                    |
| 13                                     | 5 september 2017                       | Saoedi-Arabië – Australië              | 1 – 0                                  | WK 2018 kwalificatie                   |                                        |
| 14                                     | 6 oktober 2017                         | Japan – Nieuw-Zeeland                  | 2 – 1                                  | Vriendschappelijk                      |                                        |
| 15                                     | 10 oktober 2017                        | Japan – Haïti                          | 3 – 3                                  | Vriendschappelijk                      |                                        |
| 16                                     | 10 november 2017                       | Japan – Brazilië                       | 1 – 3                                  | Vriendschappelijk                      |                                        |
| 17                                     | 14 november 2017                       | België – Japan                         | 1 – 0                                  | Vriendschappelijk                      |                                        |
| Als speler bij Hannover 96             |                                        |                                        |                                        |                                        |                                        |
| 18                                     | 11 september 2018                      | Japan – Costa Rica                     | 3 – 0                                  | Vriendschappelijk                      |                                        |
| Als speler bij Partizan                |                                        |                                        |                                        |                                        |                                        |
| 19                                     | 15 oktober 2019                        | Tadzjikistan – Japan                   | 0 – 3                                  | WK 2022 kwalificatie                   | 83'                                    |
| 20                                     | 19 november 2019                       | Japan – Venezuela                      | 1 – 4                                  | Vriendschappelijk                      |                                        |
| 21                                     | 13 november 2020                       | Japan – Panama                         | 1 – 0                                  | Vriendschappelijk                      |                                        |
| 22                                     | 17 november 2020                       | Japan – Mexico                         | 0 – 2                                  | Vriendschappelijk                      |                                        |
| 23                                     | 25 maart 2021                          | Japan – Zuid-Korea                     | 3 – 0                                  | Vriendschappelijk                      |                                        |
| 24                                     | 30 maart 2021                          | Mongolië – Japan                       | 0 – 14                                 | WK 2022 kwalificatie                   | 90+1'                                  |
| Als speler zonder club                 |                                        |                                        |                                        |                                        |                                        |
| 25                                     | 28 mei 2021                            | Japan – Myanmar                        | 10 – 0                                 | WK 2022 kwalificatie                   |                                        |
| 26                                     | 7 juni 2021                            | Japan – Tadzjikistan                   | 4 – 1                                  | WK 2022 kwalificatie                   |                                        |
| 27                                     | 11 juni 2021                           | Japan – Servië                         | 1 – 0                                  | Vriendschappelijk                      |                                        |
| 28                                     | 15 juni 2021                           | Japan – Kirgizië                       | 5 – 1                                  | WK 2022 kwalificatie                   | 77'                                    |
| Als speler bij VfL Bochum              |                                        |                                        |                                        |                                        |                                        |
| 29                                     | 7 oktober 2021                         | Saoedi-Arabië – Japan                  | 1 – 0                                  | WK 2022 kwalificatie                   |                                        |
| 30                                     | 12 oktober 2021                        | Japan – Australië                      | 2 – 1                                  | WK 2022 kwalificatie                   |                                        |
| 31                                     | 11 november 2021                       | Vietnam – Japan                        | 0 – 1                                  | WK 2022 kwalificatie                   |                                        |
| 32                                     | 16 november 2021                       | Oman – Japan                           | 0 – 1                                  | WK 2022 kwalificatie                   |                                        |
| 33                                     | 1 februari 2022                        | Japan – Saoedi-Arabië                  | 2 – 0                                  | WK 2022 kwalificatie                   |                                        |
| 34                                     | 24 maart 2022                          | Australië – Japan                      | 0 – 2                                  | WK 2022 kwalificatie                   |                                        |
| 35                                     | 2 juni 2022                            | Japan – Paraguay                       | 4 – 1                                  | Vriendschappelijk                      | 36'                                    |
| 36                                     | 14 juni 2022                           | Japan – Tunesië                        | 0 – 3                                  | Vriendschappelijk                      |                                        |
| 37                                     | 17 november 2022                       | Japan – Canada                         | 1 – 2                                  | Vriendschappelijk                      |                                        |
| 38                                     | 23 november 2022                       | Duitsland – Japan                      | 1 – 2                                  | WK 2022                                | 83'                                    |
| 39                                     | 27 november 2022                       | Japan – Costa Rica                     | 0 – 1                                  | WK 2022                                |                                        |
| 40                                     | 1 december 2022                        | Japan – Spanje                         | 2 – 1                                  | WK 2022                                |                                        |
| 41                                     | 5 december 2022                        | Japan – Kroatië                        | 1 – 1 (1 – 3 n.s.)                     | WK 2022                                |                                        |
| 42                                     | 24 maart 2023                          | Japan – Uruguay                        | 1 – 1                                  | Vriendschappelijk                      |                                        |
| 43                                     | 28 maart 2023                          | Japan – Colombia                       | 1 – 2                                  | Vriendschappelijk                      |                                        |
| 44                                     | 15 juni 2023                           | Japan – El Salvador                    | 6 – 0                                  | Vriendschappelijk                      |                                        |
| 45                                     | 9 september 2023                       | Duitsland – Japan                      | 1 – 4                                  | Vriendschappelijk                      | 90'                                    |
| 46                                     | 13 oktober 2023                        | Japan – Canada                         | 4 – 1                                  | Vriendschappelijk                      |                                        |
| 47                                     | 17 oktober 2023                        | Japan – Tunesië                        | 2 – 0                                  | Vriendschappelijk                      |                                        |
| 48                                     | 21 november 2023                       | Syrië – Japan                          | 0 – 5                                  | WK 2026 kwalificatie                   |                                        |
| 49                                     | 19 januari 2024                        | Irak – Japan                           | 2 – 1                                  | AK 2023                                |                                        |
| 50                                     | 31 januari 2024                        | Bahrein – Japan                        | 1 – 3                                  | AK 2023                                |                                        |
| 51                                     | 3 februari 2024                        | Iran – Japan                           | 2 – 1                                  | AK 2023                                |                                        |
| 52                                     | 21 maart 2024                          | Japan – Noord-Korea                    | 1 – 0                                  | WK 2026 kwalificatie                   |                                        |

Bijgewerkt op 22 juli 2024.

## Erelijst
| Competitie          |                     |                     |                     |                     |
| Competitie          | Aantal              | Jaren               |                     |                     |
| Sanfrecce Hiroshima | Sanfrecce Hiroshima | Sanfrecce Hiroshima | Sanfrecce Hiroshima | Sanfrecce Hiroshima |
| ------------------- | ------------------- | ------------------- | ------------------- | ------------------- |
| J1 League           | 2                   | 2013, 2015          |                     |                     |
| Xerox Supercup      | 3                   | 2013, 2014, 2016    |                     |                     |
| VfB Stuttgart       |                     |                     |                     |                     |
| 2. Bundesliga       | 1                   | 2016/17             |                     |                     |